# Rory Fallon
Rory Michael Fallon (Gisborne, 20 marzo 1982) è un ex calciatore neozelandese.

## Carriera
Il 14 novembre 2009, alla sua terza presenza in Nazionale, nella partita di ritorno dello spareggio contro il Bahrein, realizza il gol che vale la qualificazione della Nuova Zelanda ai mondiali 2010.

### Nazionale
- Coppa d'Oceania: 1 
2016